# Yuki Ujihara
Yuki Ujihara (13 de enero de 2001) es un deportista suizo que compite en karate, en la modalidad de kata.
Ganó una medalla de bronce en los Juegos Europeos de Cracovia 2023 y tres medallas de bronce en el Campeonato Europeo de Karate entre los años 2021 y 2023.

## Palmarés internacional
| Juegos Europeos    | Juegos Europeos         | Juegos Europeos   | Juegos Europeos |
| Año                | Lugar                   | Medalla           | Prueba          |
| ------------------ | ----------------------- | ----------------- | --------------- |
| 2023               | Bielsko-Biała (Polonia) | Medalla de bronce | Individual      |
| Campeonato Europeo |                         |                   |                 |
| Año                | Lugar                   | Medalla           | Prueba          |
| 2021               | Porec (Croacia)         | Medalla de bronce | Individual      |
| 2022               | Gaziantep (Turquía)     | Medalla de bronce | Individual      |
| 2023               | Guadalajara (España)    | Medalla de bronce | Individual      |